# Katholieke Kerk in Ghana

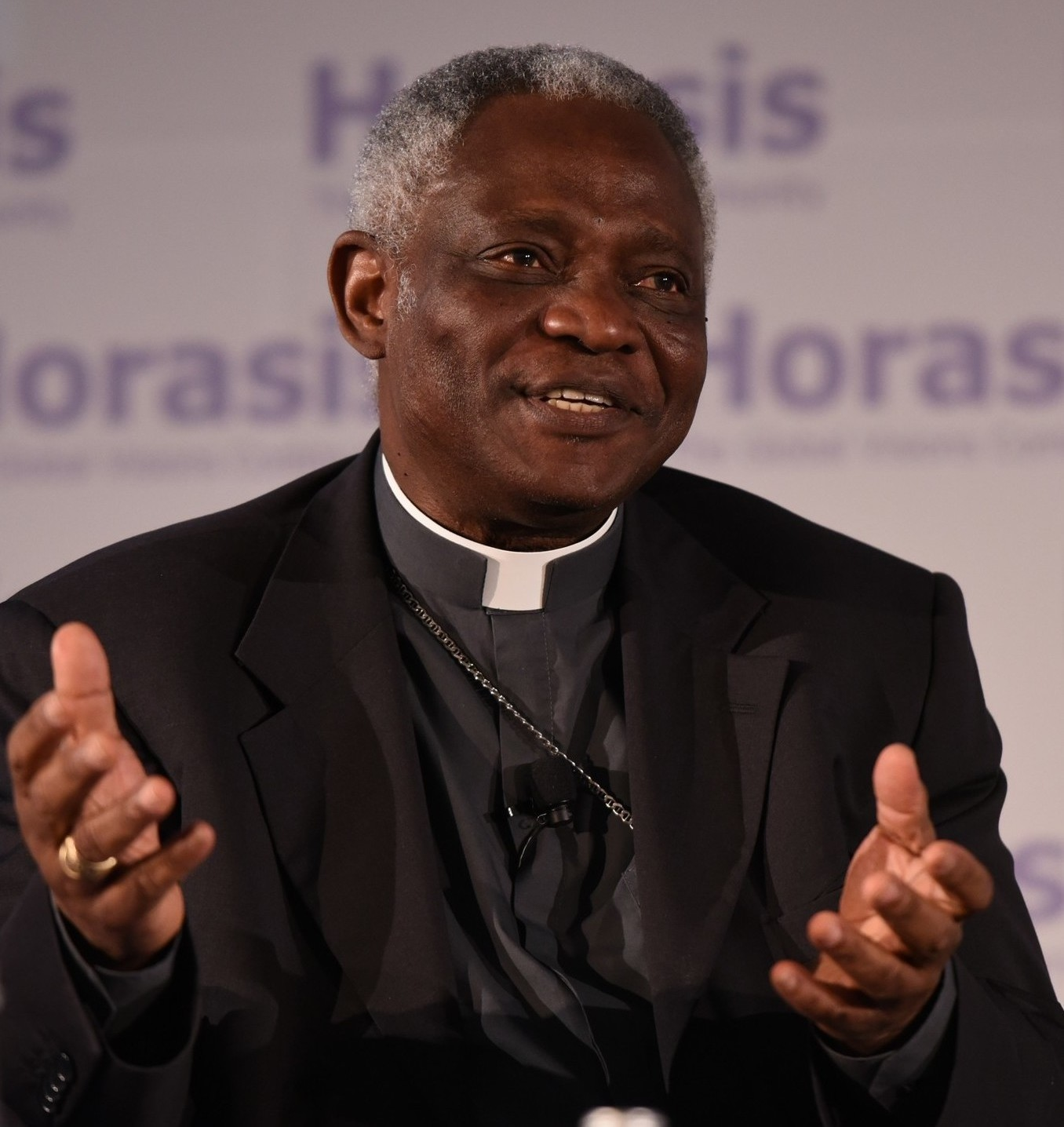
Peter kardinaal Turkson

De Katholieke Kerk in Ghana is een onderdeel van de wereldwijde Katholieke Kerk, onder het geestelijk leiderschap van de paus en de curie in Rome.
In 2005 waren ongeveer 2.528.000 (12%) inwoners van Ghana katholiek. Ghana bestaat uit 19 bisdommen, verdeeld over 4 kerkprovincies. De bisschoppen zijn lid van de bisschoppenconferentie van Ghana. President van de bisschoppenconferentie is Joseph Osei-Bonsu, bisschop van Konongo-Mampong. Verder is men lid van de Association of the Episcopal Conferences of Anglophone West Africa en de Symposium des Conférences Episcoaples d’Afrique et de Madagascar.
Ghana heeft een kardinaal elector, Peter Turkson, emeritus aartsbisschop van Cape Coast.
Apostolisch nuntius voor Ghana is aartsbisschop Julien Kaboré.

## Demografie
Volgens de volkstelling van 2010 vormen katholieken zo'n 13,1 procent van de bevolking van Ghana, hetgeen een lichte afname is vergeleken met de volkstelling van 2000. Procentueel gezien wonen de meeste katholieken in Upper West. 
| Regio         | Inwoners (2010) | Katholieken (%) |
| ------------- | --------------- | --------------- |
| Upper West    | 702.110         | 35,7%           |
| Brong-Ahafo   | 2.310.983       | 20,1%           |
| Upper East    | 1.046.545       | 19,9%           |
| Volta         | 2.118.252       | 17,6%           |
| Western       | 2.376.021       | 16,2%           |
| Ashanti       | 4.780.380       | 12,7%           |
| Central       | 2.201.863       | 11,1%           |
| Eastern       | 2.633.154       | 7,9%            |
| Northern      | 2.479.461       | 7,6%            |
| Greater Accra | 4.010.054       | 7,5%            |
| Ghana         | 24.658.823      | 13,1%           |

## Bisdommen

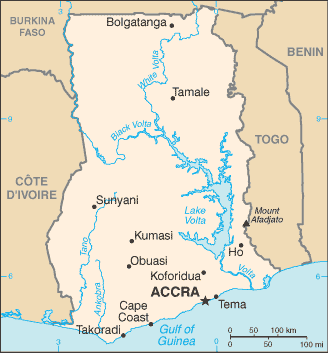
Ghana

| - Aartsbisdom - Bisdom |

- Accra
  - Ho
  - Jasikan
  - Keta-Akatsi
  - Koforidua
- Cape Coast
  - Sekondi-Takoradi
  - Wiawso
- Kumasi
  - Goaso
  - Konongo-Mampong
  - Obuasi
  - Sunyani
  - Techiman
- Tamale
  - Damongo
  - Navrongo-Bolgatanga
  - Wa
  - Yendi

## Nuntii
- Apostolisch delegaat
  - Aartsbisschop Girolamo Prigione (2 oktober 1973 - 28 april 1976)
- Apostolisch pro-nuntius
  - Aartsbisschop Giuseppe Ferraioli (14 juni 1976 - 21 juli 1981)
  - Aartsbisschop Ivan Dias (8 mei 1982 - 20 juni 1987; later kardinaal)
  - Aartsbisschop Giuseppe Bertello (17 oktober 1987 - 12 januari 1991)
  - Aartsbisschop Abraham Kattumana (8 mei 1991 - 1992)
- Apostolisch nuntius
  - Aartsbisschop André Dupuy (6 april 1993 - 27 maart 2000)
  - Aartsbisschop George Kocherry (10 juni 2000 - 22 december 2007)
  - Aartsbisschop Léon Kalenga Badikebele (1 maart 2008 - 22 februari 2013)
  - Aartsbisschop Jean-Marie Speich (17 augustus 2013 - 19 maart 2019)
  - Aartsbisschop Henryk Mieczysław Jagodziński (3 mei 2020 - 16 april 2024)
  - Aartsbisschop Julien Kaboré (29 juni 2024 - heden)